# IC 1474
IC 1474 — галактика типу Sc (компактна спіральна галактика) у сузір'ї Риби.
Цей об'єкт міститься в оригінальній редакції індексного каталогу.